# Alice Urciuolo
Alice Urciuolo (Priverno, 1994) è una scrittrice e sceneggiatrice italiana. 
È stata story editor presso la casa di produzione Cross Productions. È nota soprattutto per aver co-creato e scritto la serie Prisma di Amazon Prime Video . Ha inoltre co-scritto la serie televisiva per adolescenti Skam Italia e il film commedia drammatico di Netflix Jumping from High Places .

## Biografia
Urciuolo è nata e cresciuta a Priverno, in provincia di Latina. La madre è di Vallecorsa. Dopo aver completato il liceo, si è trasferita a Roma. Ha conseguito il master di scrittura seriale indetto da Rai Fiction e ha frequentato il Centro di Giornalismo Radiotelevisivo di Perugia in sceneggiatura seriale, ed un corso di scrittura narrativa presso Minimum Fax .

## Carriera
Ha scritto la maggior parte del suo romanzo d'esordio, Adorazione, durante la pandemia di COVID-19 . Il romanzo è stato tra i finalisti sia del Premio Strega 2021, sia del Premio Viareggio-Rèpaci per la narrativa 2021. È stato adattato in una serie Netflix, Adorazione, nel 2024.
Dopo aver sceneggiato la serie televisiva teen drama Skam Italia, nel 2022, con Ludovico Bessegato, ha co-creato e sceneggiato la serie televisiva per ragazzi Prisma per Amazon Prime Video. 

## Pubblicazioni
- Adorazione (2020) [13]
- La verità che ci riguarda (2023) [14]

## Filmografia

### Film
- Per lanciarsi dalle stelle (2022)[15]

## Televisione
- Skam Italia (2019–22; 21 episodi)[16]
- Prisma (2022-24; 16 episodi)[17]
- Miss Fallaci (2024)[18]